# Miniera di sale di Khewra

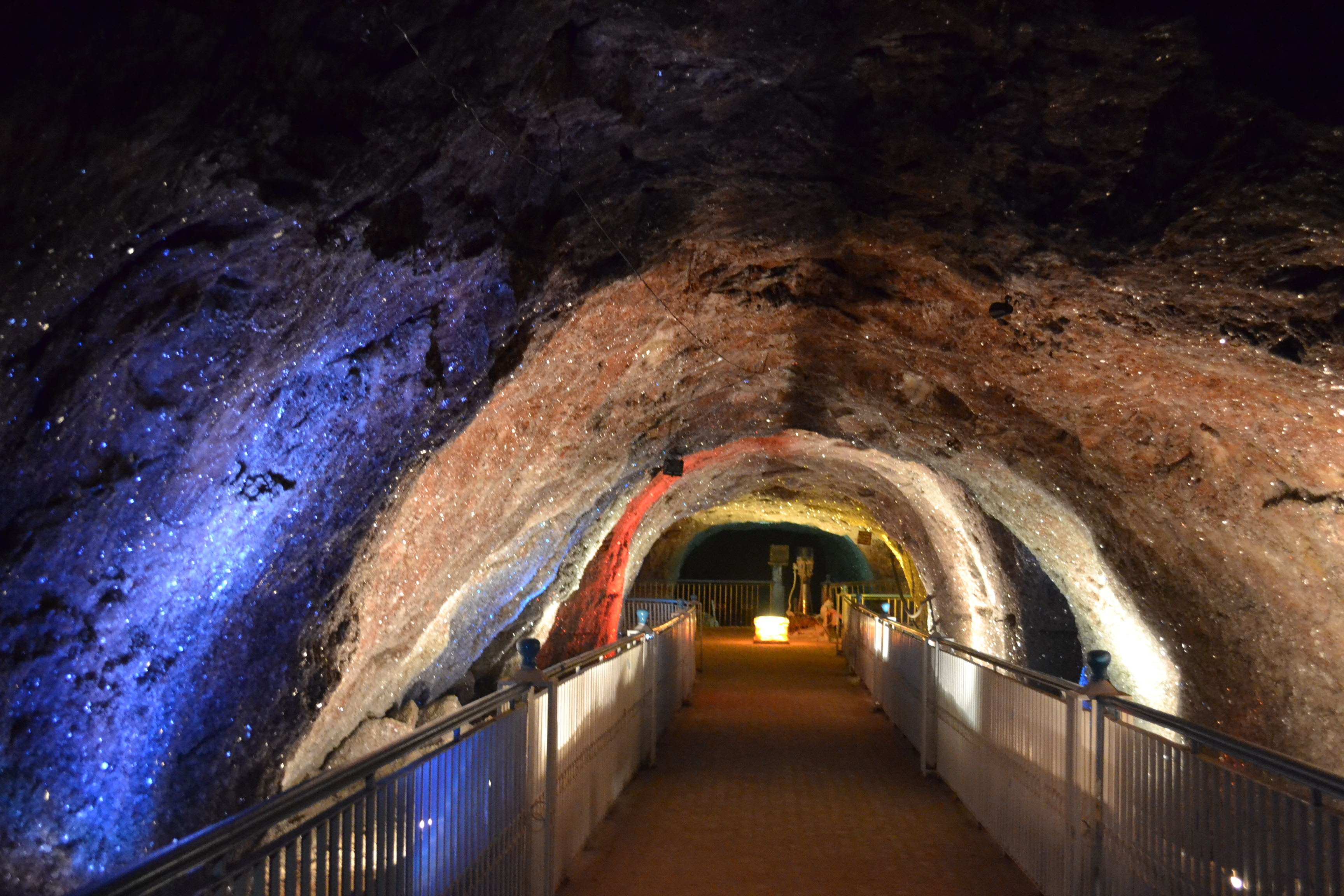

La miniera di sale di Khewra (o miniera di sale di Mayo) è situata a Khewra, a nord di Pind Dadan Khan (Pakistan), una suddivisione amministrativa del distretto di Jhelum, nel Punjab.
È la più grande e antica miniera di sale del Pakistan e la seconda più grande del mondo. Costituisce un'importante attrazione turistica, che richiama fino a 250 000 turisti all'anno. La sua storia risale alla scoperta avvenuta da parte delle truppe di Alessandro Magno nel 320 a.C., ma lo sfruttamento commerciale cominciò durante il periodo dell'impero Moghul. La galleria principale a livello del suolo fu sviluppata nel 1872 dal dottor H. Warth, un ingegnere minerario, durante la dominazione britannica. Dopo che il paese ebbe ottenuta l'indipendenza, la Pakistan Mineral Development Corporation assunse il controllo della miniera che ancora costituisce la più grande fonte di sale del paese, con una produzione annua di più di 350 000 tonnellate di halite pura al 99%. La stima delle riserve di sale della miniera va da 82 milioni di tonnellate a 600 milioni di tonnellate.

## Storia
La miniera di sale di Khewra è conosciuta anche con il nome di miniera di sale di Mayo in onore di Richard Bourke, VI conte di Mayo che la visitò in qualità di viceré d'India. La miniera è parte del Salt Range che si formò 800 milioni di anni fa quando l'evaporazione di un mare poco profondo seguita da un movimento geologico formò uno strato di sale che si estende per circa 300 km. Le riserve di sale di Khewra furono scoperte quando Alessandro Magno attraversò le regioni di Jhelum e di Mianwali durante la sua spedizione in India. La miniera, ad ogni modo, non fu scoperta né da Alessandro né dai suoi alleati ma dai cavalli della sua armata quando si notò che leccavano le rocce. Si notò che anche i cavalli malaticci si riprendevano dopo aver leccato le pietre di salgemma. Durante l'impero Moghul si stabilì il commercio del sale in vari mercati fino all'Asia centrale. Con la caduta dell'impero Moghul, il controllo della miniera fu assunto dai Sikh. Hari Singh Nalwa, il comandante in capo dei Sikh, condivise lo sfruttamento delle risorse minerarie del Salt Range con Gulab Singh, il Raja di Jammu. Il primo controllava la miniera di Warcha, il secondo quella di Khewra. Il sale estratto durante la dominazione dei Sikh fu usato sia nell'alimentazione che come fonte di guadagno. Nel 1872, poco tempo dopo aver preso il controllo del territorio dei Sikh, gli inglesi incrementarono ulteriormente la produzione della miniera. Essi scoprirono che il lavoro minerario era inefficiente a causa di gallerie strette ed irregolari ed ingressi che rendevano il movimento degli operai difficoltoso e pericoloso. L'approvvigionamento di acqua all'interno della miniera era scarso e non esistevano luoghi dove immagazzinare il sale estratto. L'unica strada che conduceva alla miniera percorreva un terreno accidentato e roccioso. Per indirizzare questi problemi, il governo livellò la strada, costruì dei magazzini, fornì un rifornimento di acqua, migliorò gli ingressi delle gallerie e introdusse un sistema migliore per lo scavo. Furono introdotte delle pene per controllare il contrabbando di sale. Lavorando con il Geological Survey of India negli anni trenta e quaranta del XX secolo, Birbal Sahni scoprì all'interno della miniera resti di angiosperme, gymnosperme ed insetti risalenti al Cambriano.

## Posizione

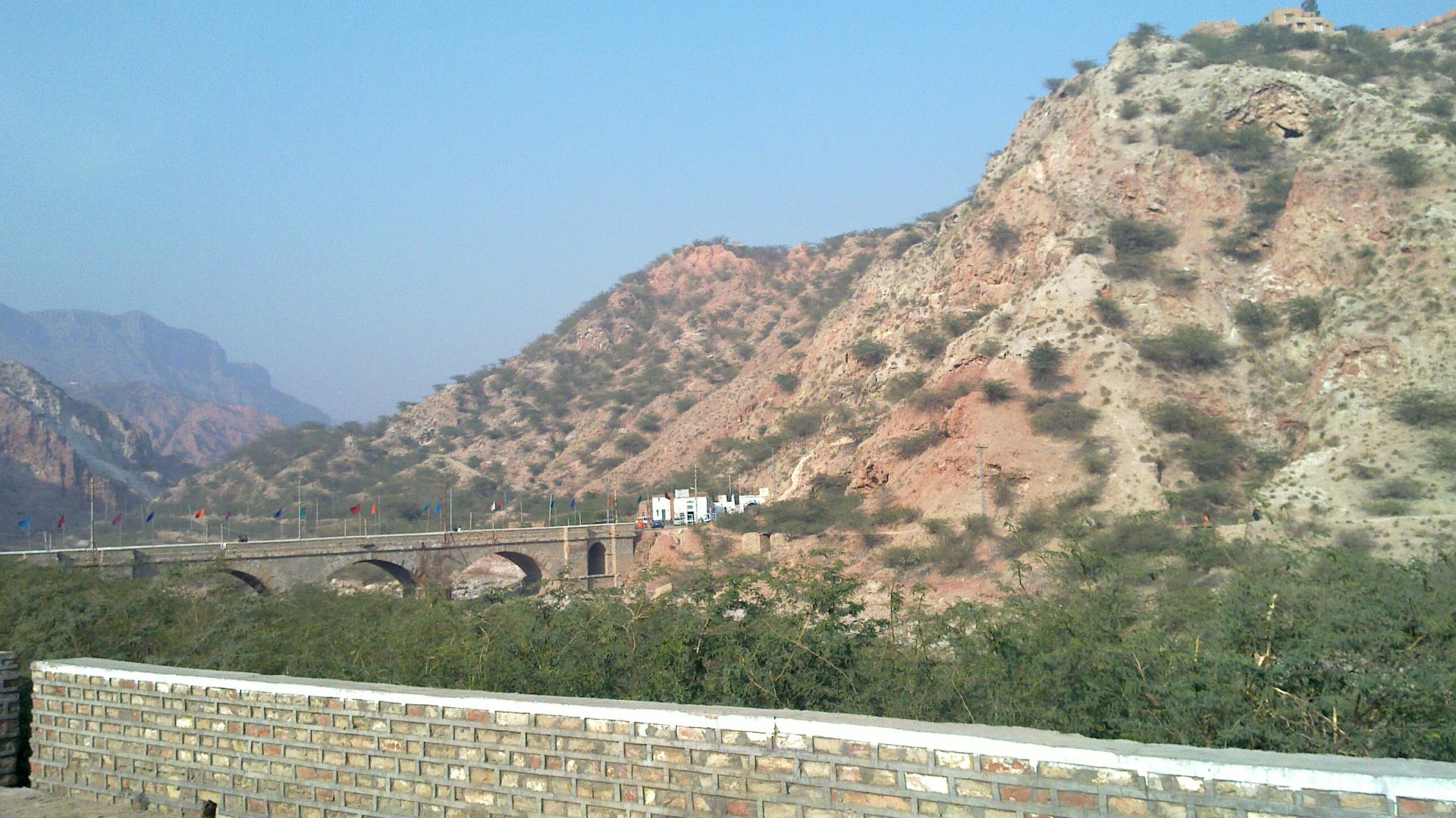
Entrata della miniera

La miniera di sale di Khewra è situata nel Pind Dadan Khan Tehsil del distretto di Jhelum. Dista circa 200 km da Islamabad e Lahore, ci si arriva tramite l'autostrada M2 circa 30 km dopo l'uscita per Lilla in direzione di Pind Dadan Khan sulla strada per Lilla. La miniera si trova sui monti che fanno parte del Salt Range, una catena montuosa ricca di minerali che si estende per circa 200 km dal fiume Jehlum a sud dell'altopiano di Pothohar fino alla confluenza dei fiume Jehlum con l'Indo. La miniera Khewra si trova a circa 288 metri s.l.m. scendendo nella montagna per 730 metri dall'entrata. La miniera copre un'area di 110 km2.

## Produzione

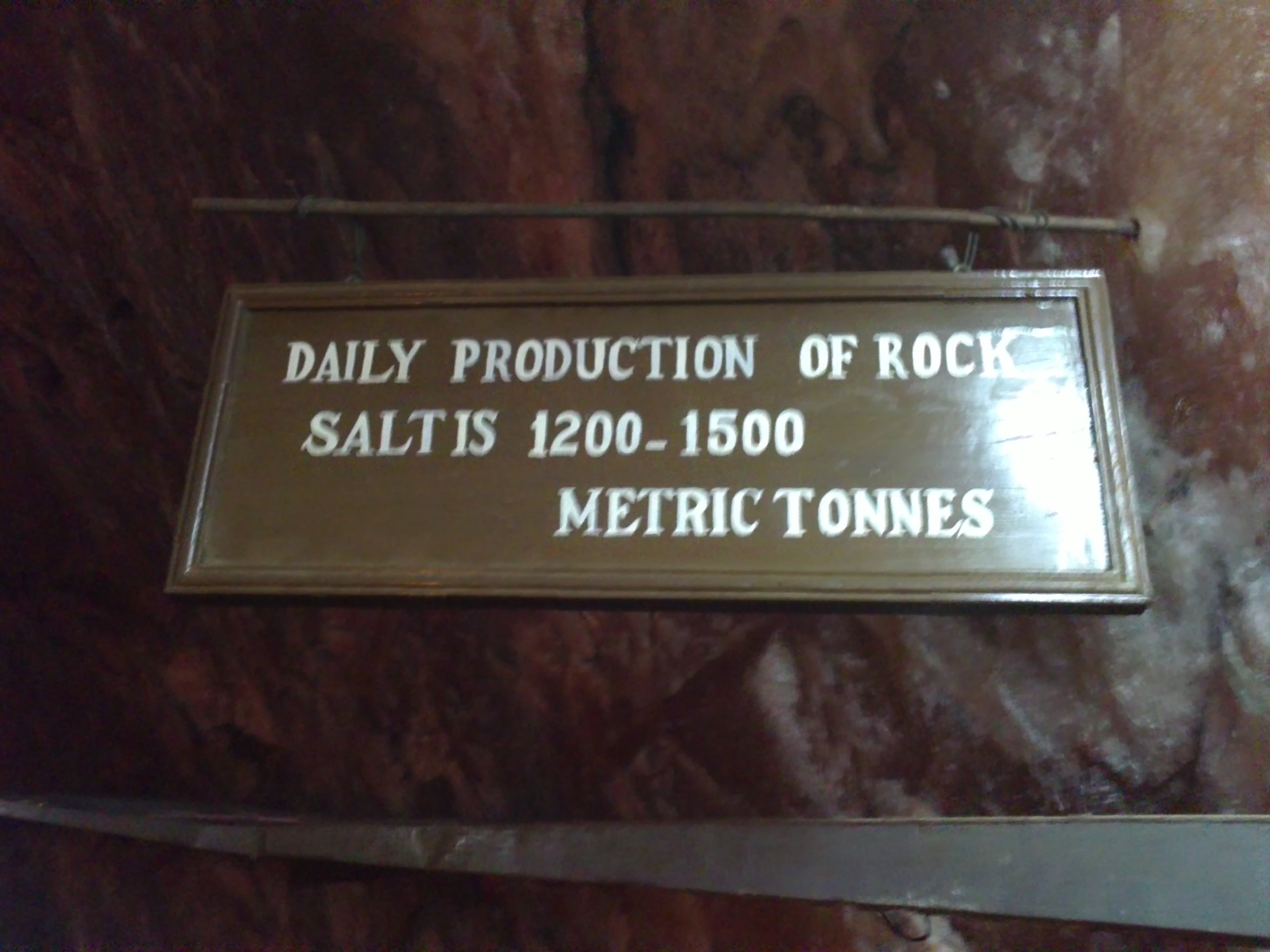
Cartello indicante la produzione giornaliera di sale

Si stima che le riserve di sale contenute nella miniera vadano da 82 milioni di tonnellate a 600 milioni di tonnellate. Allo stato grezzo contiene quantità trascurabili di calcio, magnesio, potassio, solfati ed umidità con tracce di ferro, zinco, rame, manganese, cromo e piombo. Il sale di Khewra, conosciuto anche come sale himalayano è rosso, rosa, biancastro o trasparente. Nei primi anni dell'occupazione britannica, la miniera di Khewra produceva dalle 28 000 alle 30 000 tonnellate all'anno, la produzione salì a 187 400 tonnellate all'anno durante i cinque anni fiscali conclusisi nel 1946-7 e di 136 824 tonnellate all'anno per il biennio conclusosi nel 1949-50 grazie al lavoro sistematico introdotto dal dottor H. Warth. La produzione della miniera riportata per l'anno 2003 è stata di 385 000 tonnellate di sale all'anno che corrisponde ad almeno la metà della produzione di salgemma del Pakistan. Con questi tassi di produzione, ci si aspetta che la miniera sarà produttiva ancora per altri 350 anni.
La miniera comprende diciannove livelli dei quali undici sono sotterranei. Si spinge a 730 metri nella montagna a partire dall'ingresso e le gallerie sono lunghe in totale circa 40 km. L'attività estrattiva è effettuata usando il metodo di coltivazione a camere e pilastri estraendo solo metà del sale e lasciando l'altra metà per sorreggere il materiale soprastante. La temperatura all'interno della miniera rimane costante tutto l'anno fra i 18 e i 20 °C. Per portare il sale all'esterno della miniera si usa una ferrovia a scartamento ridotto da 610 mm posata ai tempi della dominazione britannica.
Il sale himalayano è il tipo di salgemma più conosciuto del Pakistan. Si usa in cucina, come sale da bagno, come salamoia e come materia prima in molte industrie tra le quali l'impianto di produzione del carbonato di sodio impiantato nel 1940 dalla AkzoNobel. Il sale proveniente dalla miniera di Khewra è utilizzato anche per fabbricare articoli decorativi come lampade, vasi, cestini e statue, esportati poi negli Stati Uniti, in India ed in molti paesi europei. L'utilizzo della salgemma per articoli artistici e decorativi iniziò già durante il periodo Moghul quando molti artigiani ricavavano da essa stoviglie e oggetti decorativi. Warth introdusse l'uso del tornio per intagliare oggetti artistici dalla salgemma in quanto lo ritenne fisicamente simile al gesso.
Nel 2008 il governo del Pakistan decise di vendere diciassette attività produttive compresa la miniera di sale di Khewra ma il piano venne poi accantonato. Attualmente la miniera è gestita dalla Pakistan Mineral Development Corporation, un dipartimento governativo.

## Turismo

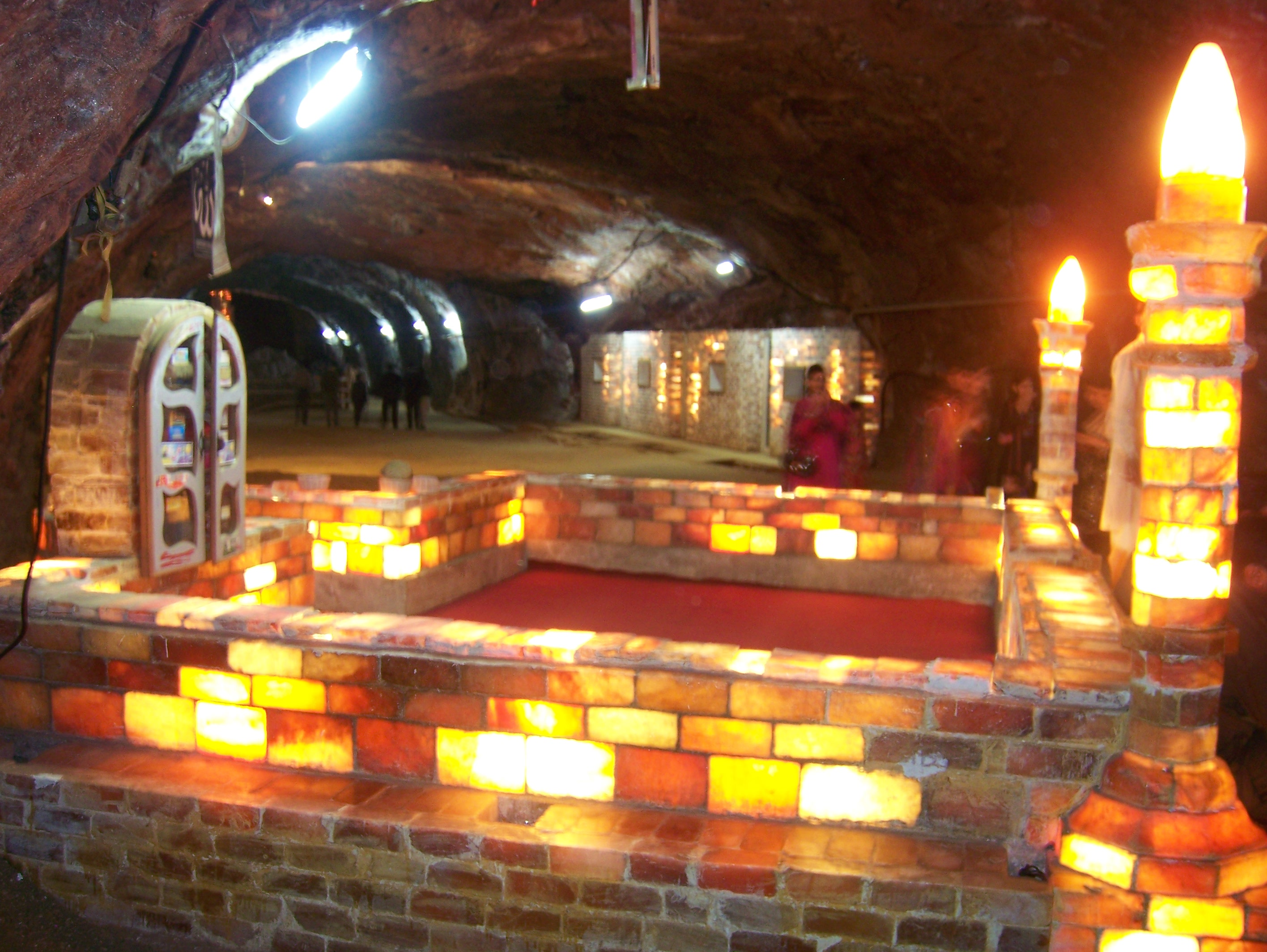
Una piccola moschea realizzata con mattoni di sale all'interno del complesso minerario di Khewra

La miniera di sale di Khewra è una grande attrazione turistica visitata da 250 000 visitatori all'anno, che costituiscono quindi una notevole fonte di entrate. I visitatori sono portati all'interno della miniera con un treno. All'interno sono presenti numerose piscine di acqua salata e la moschea di Badshahi, costruita nelle gallerie della miniera utilizzando dei mattoni di sale multicolore circa cinquant'anni fa. Nella miniera sono presenti altre sculture tra le quali la replica del Minar-e-Pakistan, una statua of Allama Iqbal, un assemblaggio di cristalli che forma il nome Muhammad scritto in Urdu, un modellino della Grande muraglia cinese ed uno della strada dei negozi di Murree. Nel 2003 sono state completate due fasi del programma di miglioramento delle infrastrutture turistiche con un costo di 9 milioni di rupie. Nel 2007 stata costruita una clinica con 20 letti costata 10 milioni di rupie per il trattamento dell'asma ed altre malattie respiratorie utilizzando la terapia del sale. L'evento "Visit Pakistan Year 2007" includeva un safari ferroviario per visitare la miniera di sale di Khewra. Nel febbraio 2011 le ferrovie del Pakistan hanno istituito un treno speciale pei i turisti da Lahore e Rawalpindi a Khewra. Per questo scopo la stazione ferroviaria di Khewra è stata ristrutturata con il contributo di una ditta privata.
Tra le altre attrazioni per i turisti presenti nella miniera, vi sono l'Assembly Hall alta 75 metri; il Pul-Saraat, un ponte di sale senza pilastri che attraversa una pozza di acqua salata profonda 25 metri; il Sheesh Mahal (palazzo degli specchi), dove i cristalli di sale sono rosa pallido.

## Altri progetti

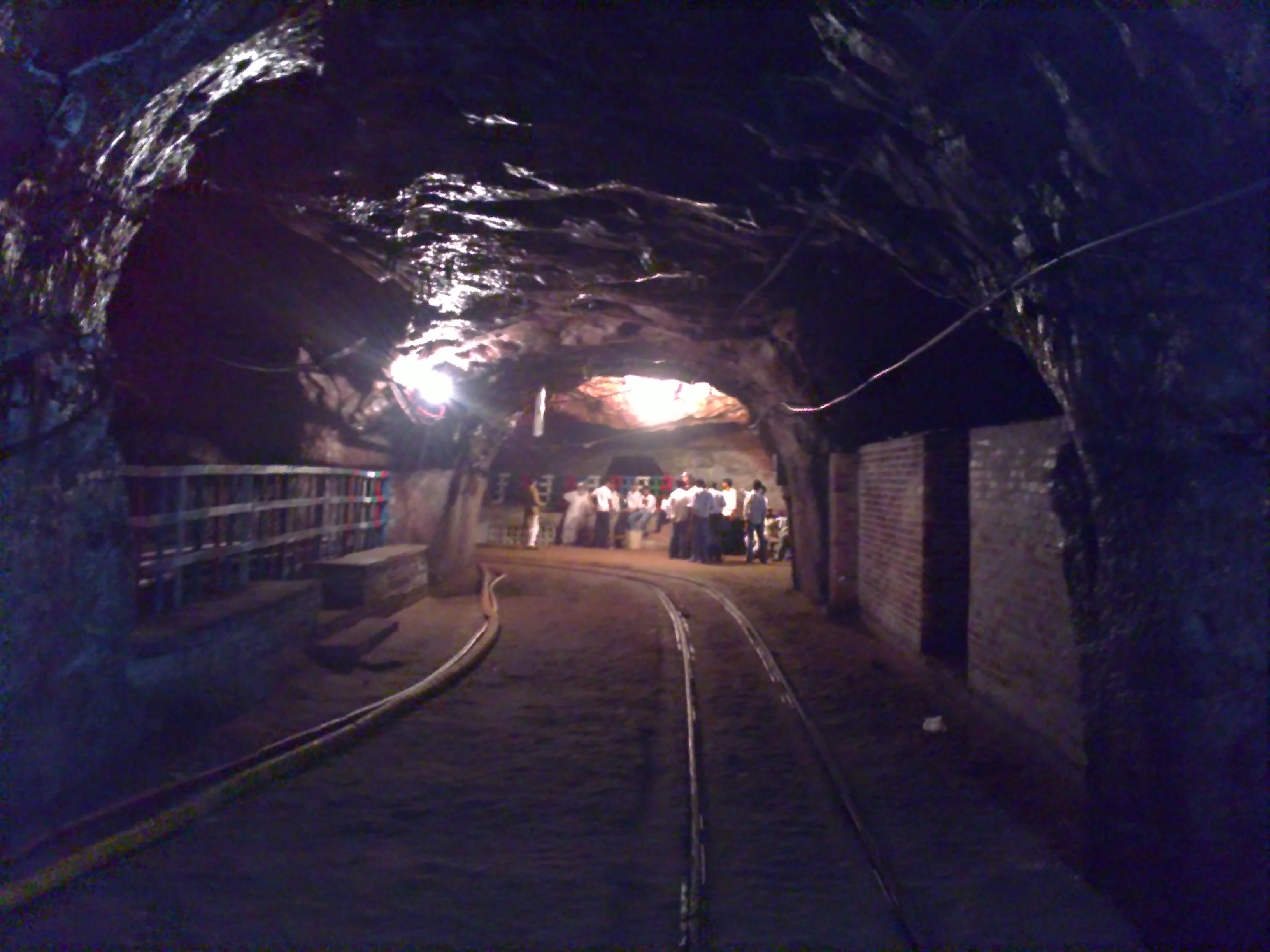
Studenti del Mine Survey Institute all'interno di una galleria

## Galleria d'immagini

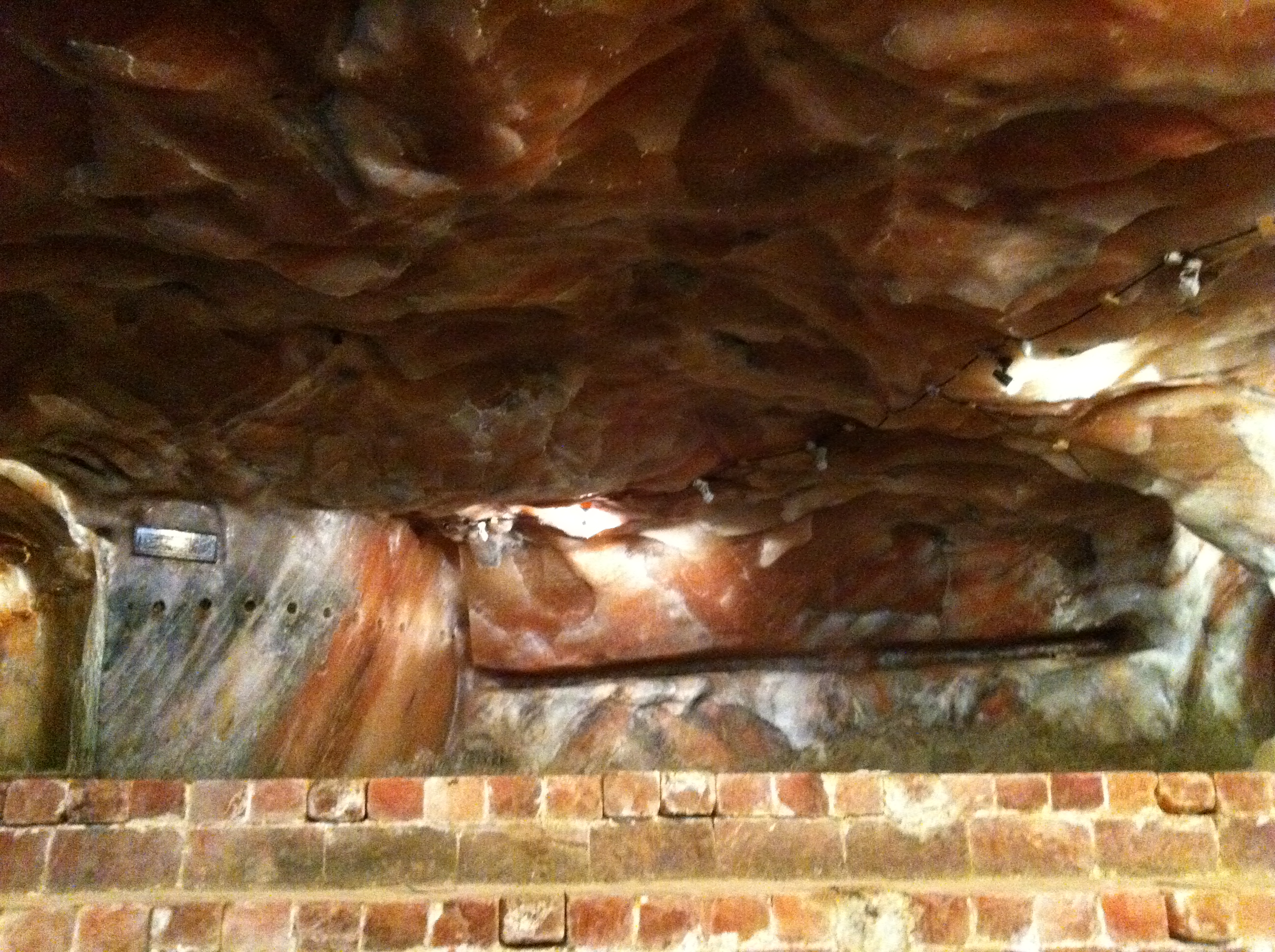
La salgemma forma dei bellissimi motivi sui muri e sul soffitto
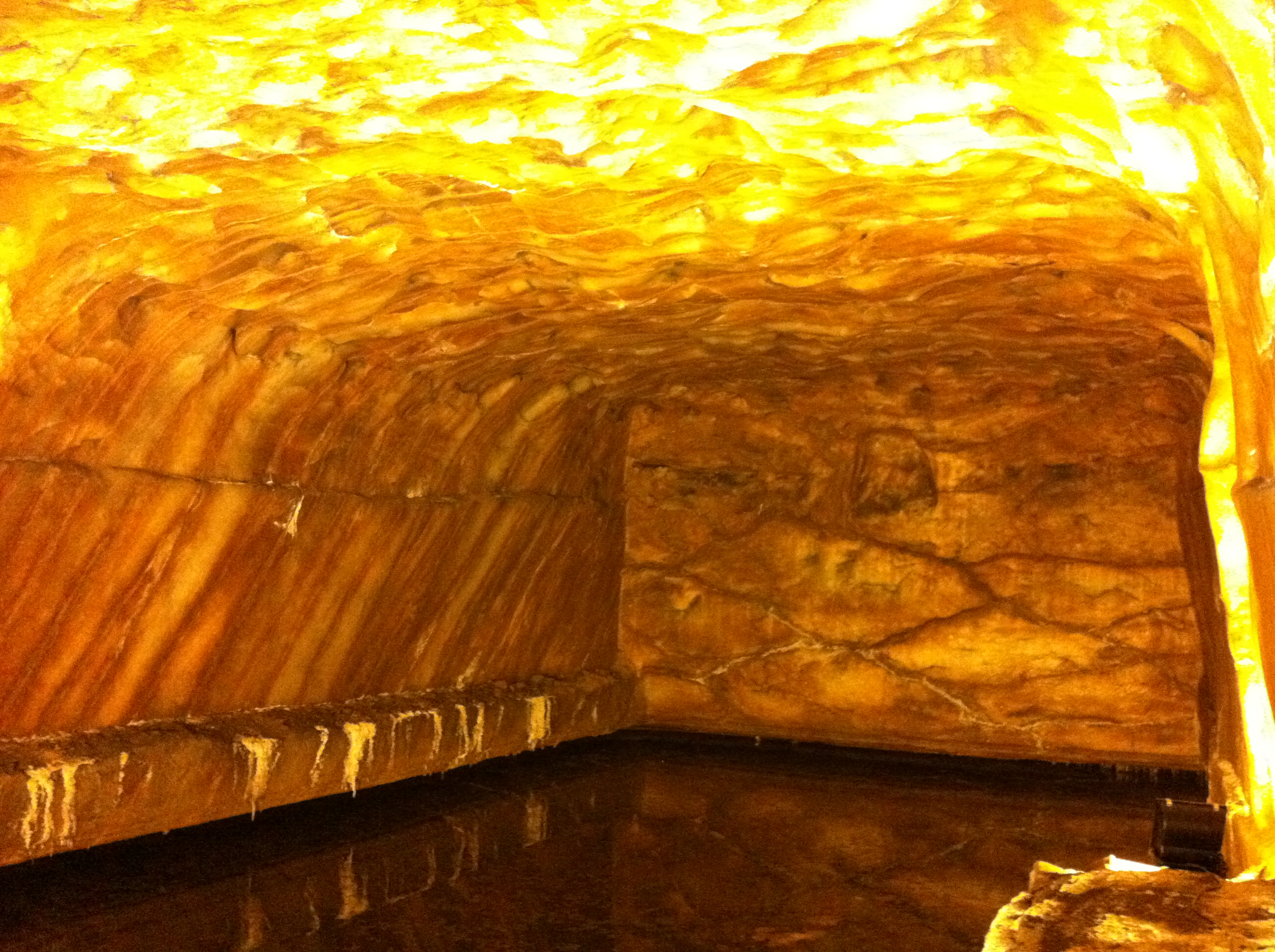
Si dice che queste camere furono scavate durante il periodo Moghul
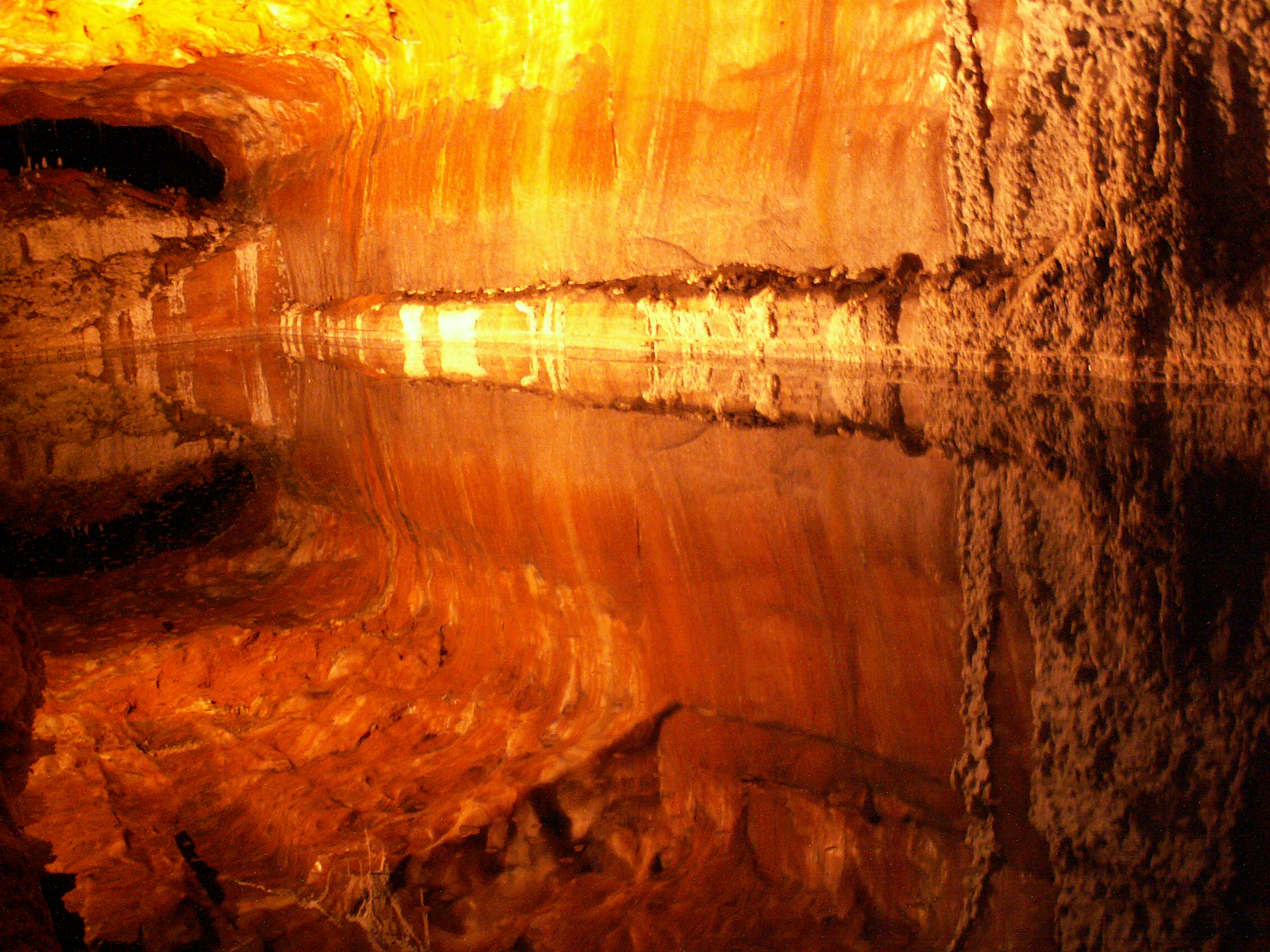
Riflessi nell'acqua salata nelle miniere di sale di Khewra
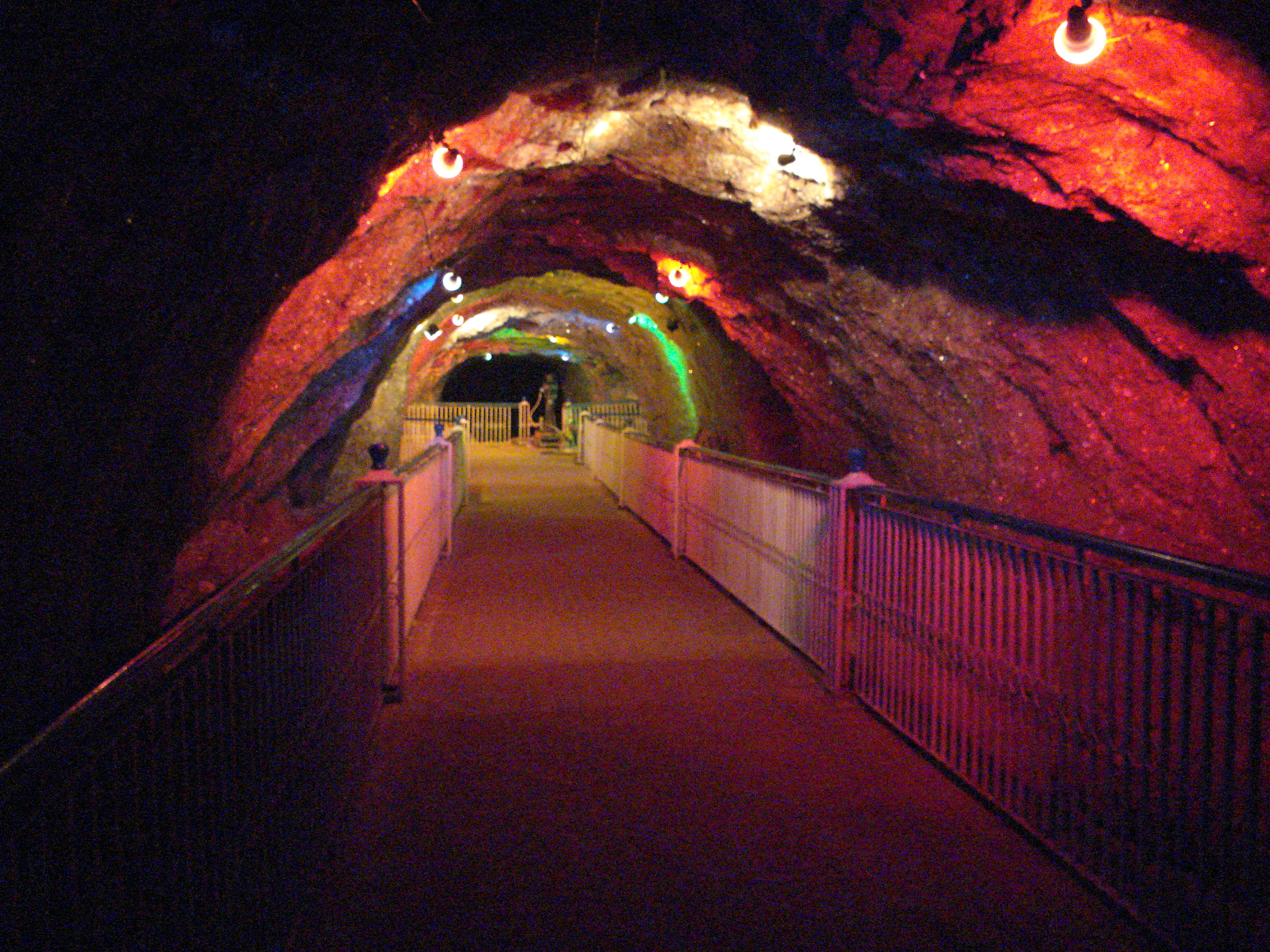
La "Crystal Valley", una galleria con cristalli di sale sulle pareti e sul soffitto illuminata da luci colorate
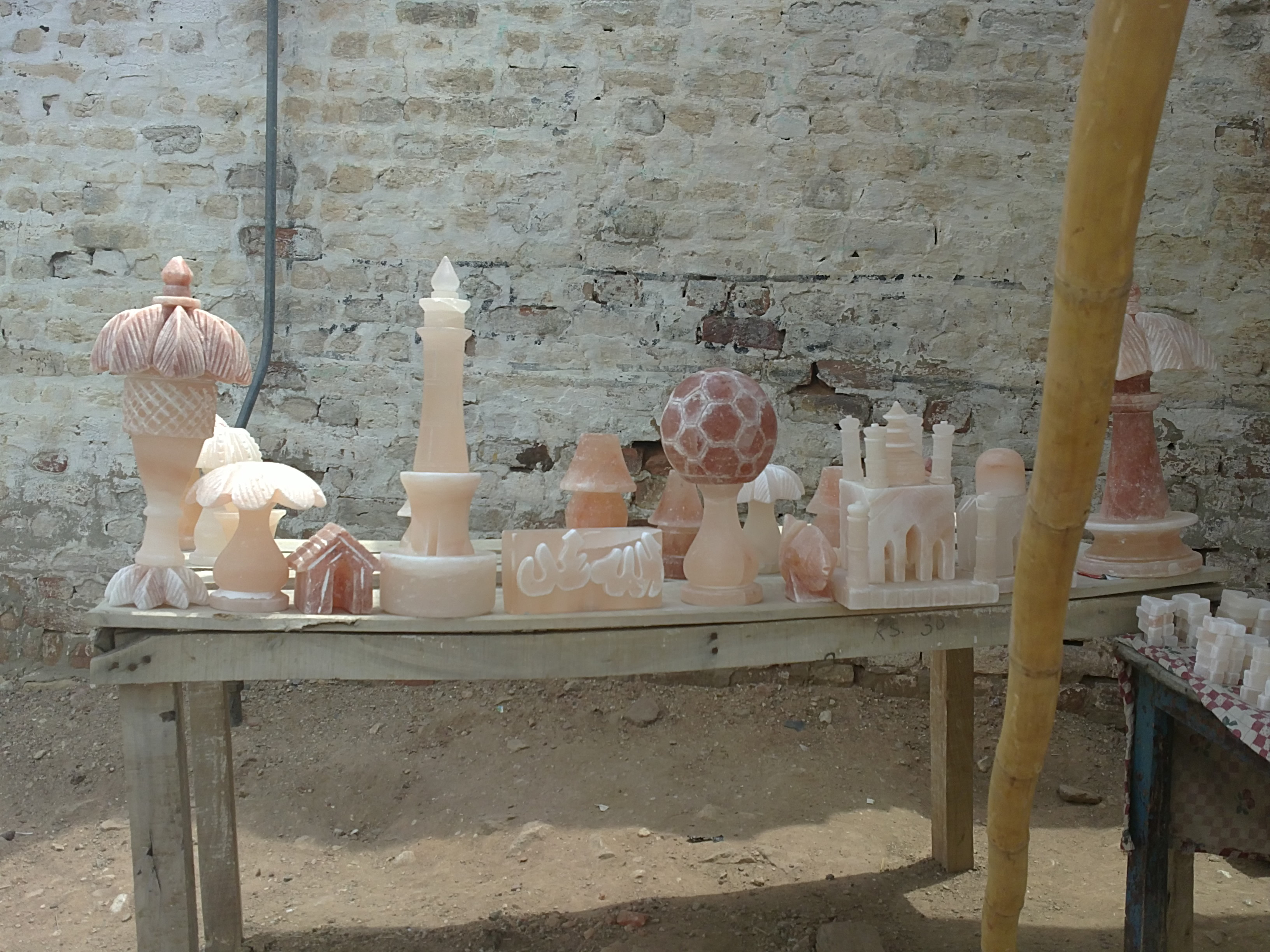
Opere d'arte realizzate con la salgemma
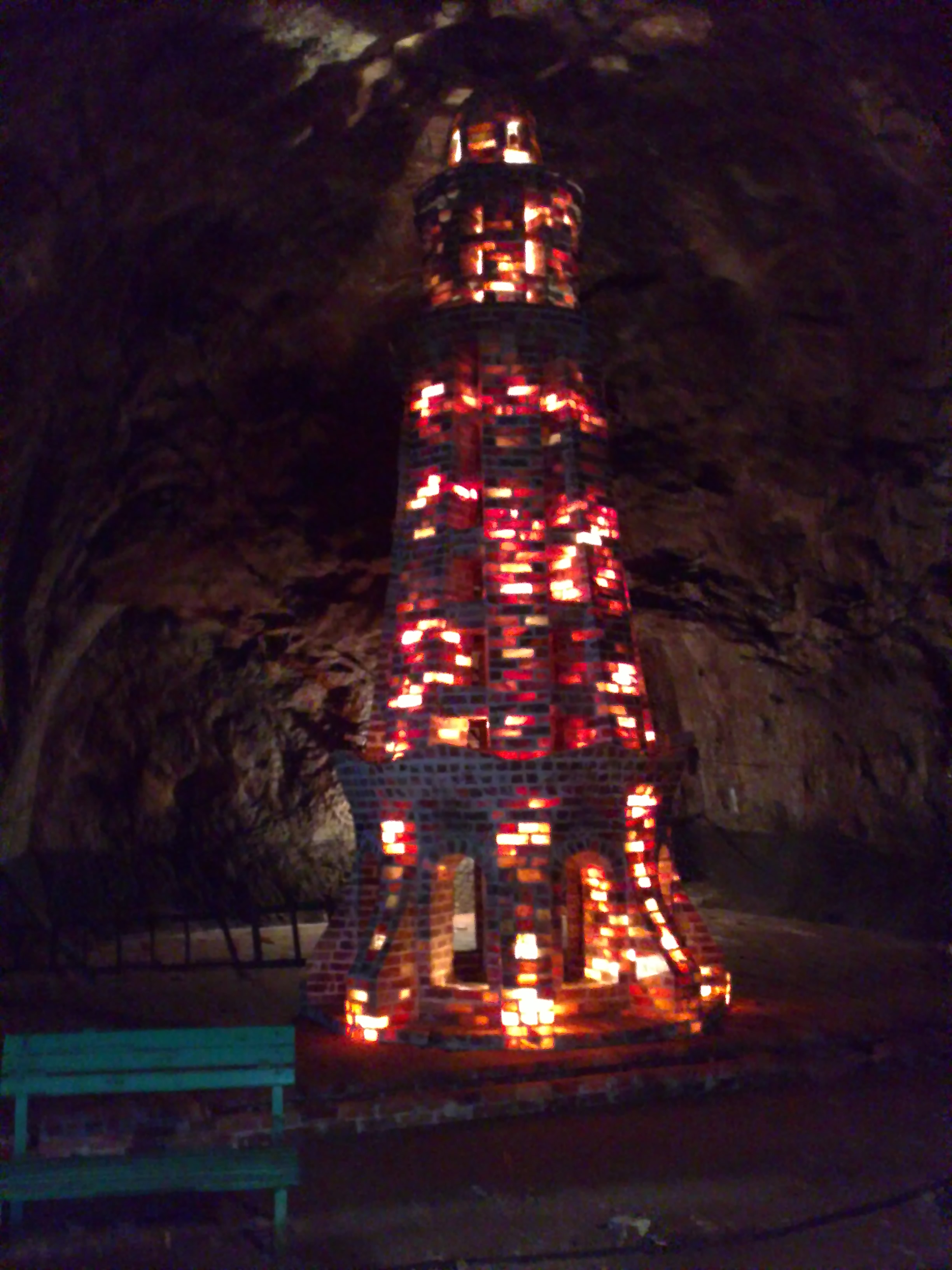
Copia del Minaar-e-Pakistan realizzata con la salgemma
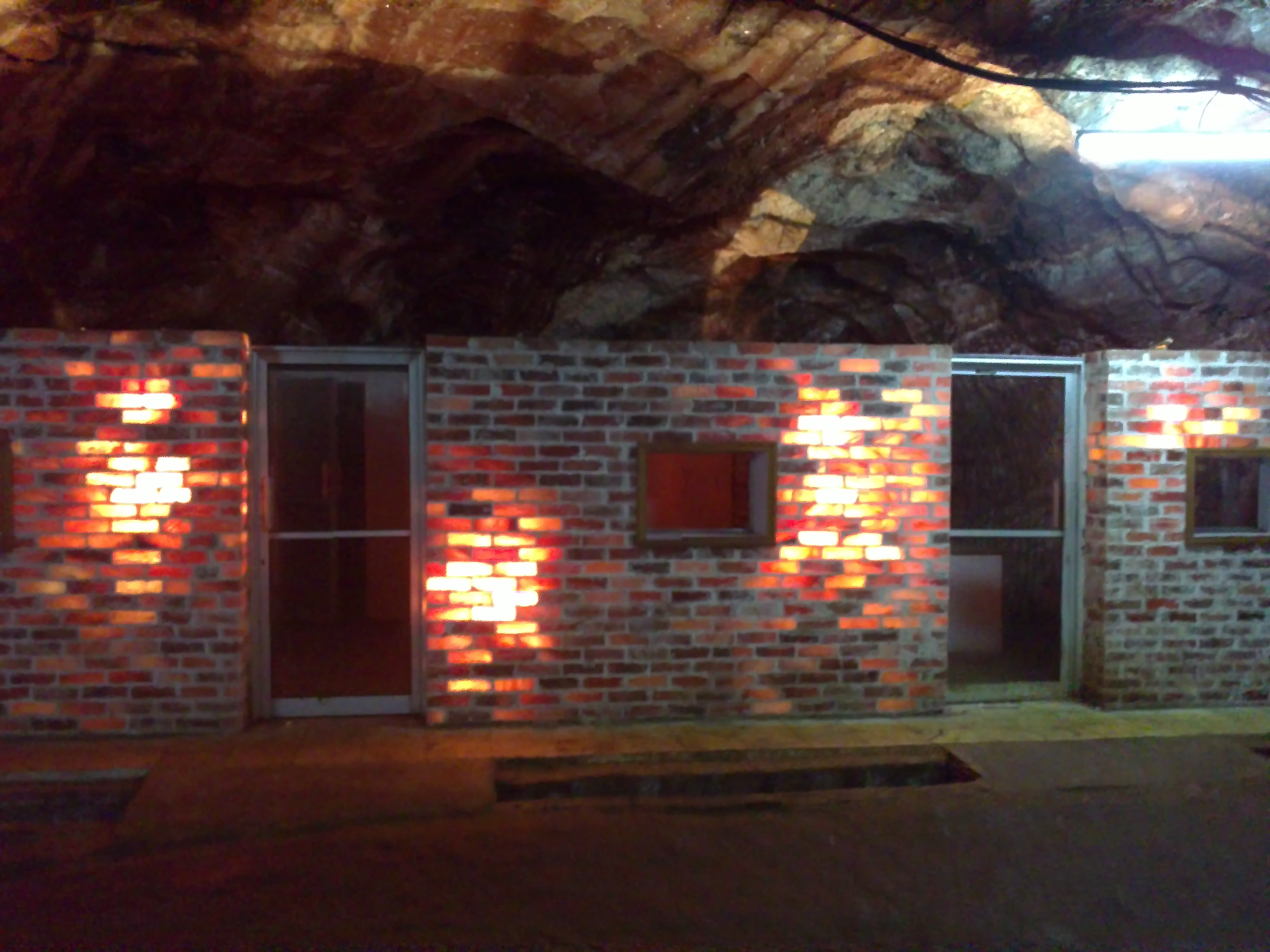
Muri di salgemma